# IV. Júda
IV. Júda (? – 400 körül)  ókori zsidó nászi (fejedelem) körülbelül 385-től haláláig.
V. Gamáliel fia és utóda. A IV. század végén működött Tiberiasban. Az ő fia volt volt VI. Gamáliel, akivel kihalt a Hilléltől származó pátriárka család.